# 대한민국 민법 제757조
대한민국 민법 제757조는 도급인의 책임에 대한 민법 채권법 조문이다.

## 조문
제757조(도급인의 책임) 도급인은 수급인이 그 일에 관하여 제삼자에게 가한 손해를 배상할 책임이 없다. 그러나 도급 또는 지시에 관하여 도급인에게 중대한 과실이 있는 때에는 그러하지 아니하다.

第757條(都給人의 責任) 都給人은 受給人이 그 일에 關하여 第三者에게 加한 損害를 賠償할 責任이 없다. 그러나 都給 또는 指示에 關하여 都給人에게 重大한 過失이 있는 때에는 그러하지 아니하다.

## 비교 조문
일본민법 제716조 (주문자의 책임) 주문자는 청부인이 그 일에 있어서 제3자에 가한 손해를 배상할 책임을 지지 아니한다. 그러나, 주문 또는 지도에 있어서 그 주문자에 과실이 있는 때에는 그러하지 아니하다.

## 참고 문헌
- 오현수, 일본민법, 진원사, 2014. ISBN 978-89-6346-345-2
- 오세경, 대법전, 법전출판사, 2014 ISBN 978-89-262-1027-7
- 이준현, LOGOS 민법 조문판례집, 미래가치, 2015. ISBN 979-1-155-02086-9

## 같이 보기
- 불법행위